# Begonia rubinea
Begonia rubinea là một loài thực vật có hoa trong họ Thu hải đường. Loài này được Hong Z.Li & H.Ma mô tả khoa học đầu tiên năm 2005.